# Джонсон (селище, Вермонт)
Джонсон (англ. Johnson) — селище (англ. village) в США, в окрузі Ламойлл штату Вермонт. Населення — 1332 особи (2020).

## Географія
Джонсон розташований за координатами 44°38′13″ пн. ш. 72°40′43″ зх. д. / 44.63694° пн. ш. 72.67861° зх. д. (44.637046, -72.678728).  За даними Бюро перепису населення США в 2010 році селище мало площу 3,16 км², з яких 3,02 км² — суходіл та 0,14 км² — водойми.

## Демографія
Згідно з переписом 2010 року, у селищі мешкали 1443 особи в 444 домогосподарствах у складі 180 родин. Густота населення становила 457 осіб/км².  Було 481 помешкання (152/км²).
Расовий склад населення:
| - 93,1 % — білих - 1,8 % — чорних або афроамериканців - 1,0 % — азіатів - 0,3 % — корінних американців - 0,1 % — вихідців з тихоокеанських островів - 1,0 % — осіб інших рас |

До двох чи більше рас належало 2,8 %. Частка іспаномовних становила 1,7 % від усіх жителів.
За віковим діапазоном населення розподілялося таким чином: 11,1 % — особи молодші 18 років, 82,5 % — особи у віці 18—64 років, 6,4 % — особи у віці 65 років та старші. Медіана віку мешканця становила 21,9 року. На 100 осіб жіночої статі у селищі припадало 104,1 чоловіків;  на 100 жінок у віці від 18 років та старших — 104,3 чоловіків також старших 18 років.
Середній дохід на одне домашнє господарство  становив 38 772 долари США (медіана — 32 019), а середній дохід на одну сім'ю — 43 492 долари (медіана — 39 583). За межею бідності перебувало 24,9 % осіб, у тому числі 38,6 % дітей у віці до 18 років та 11,0 % осіб у віці 65 років та старших.
Цивільне працевлаштоване населення становило 698 осіб. Основні галузі зайнятості: освіта, охорона здоров'я та соціальна допомога — 29,8 %, мистецтво, розваги та відпочинок — 19,6 %, роздрібна торгівля — 15,9 %.